# Stenoptilia
Genre
Stenoptilia est un genre d'insectes de la l'ordre des lépidoptères (papillons), de la famille des Pterophoridae et de la sous-famille des Pterophorinae.

## Liste des espèces rencontrées en Europe
- Stenoptilia annadactyla Sutter 1988
- Stenoptilia aridus (Zeller 1847)
- Stenoptilia bassii Arenberger 2002
- Stenoptilia bipunctidactyla (Scopoli 1763)
- Stenoptilia coprodactylus (Stainton 1851)
- Stenoptilia eborinodactyla Zagulajev 1986
- Stenoptilia elkefi Arenberger 1984
- Stenoptilia graphodactyla (Treitschke 1833)
- Stenoptilia gratiolae Gibeaux & Nel 1990
- Stenoptilia hahni Arenberger 1989
- Stenoptilia islandicus (Staudinger 1857)
- Stenoptilia lucasi Arenberger 1990
- Stenoptilia lutescens (Herrich-Schäffer 1855)
- Stenoptilia mannii (Zeller 1852)
- Stenoptilia meyeri Gielis 1997
- Stenoptilia millieridactylus (Bruand 1861)
- Stenoptilia mimula Gibeaux 1985
- Stenoptilia nepetellae Bigot & Picard 1983
- Stenoptilia nolckeni (Tengström 1869)
- Stenoptilia parnasia Arenberger 1986
- Stenoptilia pelidnodactyla (Stein 1837)
- Stenoptilia pneumonanthes (Büttner 1880)
- Stenoptilia pterodactyla (Linnaeus 1761)
- Stenoptilia reisseri Rebel 1935
- Stenoptilia stigmatodactylus (Zeller 1852)
- Stenoptilia stigmatoides Sutter & Skyva 1992
- Stenoptilia veronicae Karvonen 1932
- Stenoptilia zophodactylus (Duponchel 1840)